# Röllakanmatta
Röllakanmatta är en vävd matta av enbart ull, vanligtvis handvävd i röllakanteknik. Röllakanmatta är en traditionell mattyp, med lång historia i Sverige. De är ofta vävda med traditionella mönster i allmogestil. Vissa har design skapad av någon konstnär, och är då ofta signerade. Dessa betingar ibland ett högt pris, även på andrahandsmarknaden.
Röllakanmattor är väldigt tåliga. Ull stöter bort smuts, och det är därför lätt att torka bort fläckar. Att tvätta en röllakanmatta är dock mer krävande, eftersom det är ullväv.